# Roman
Roman és una ciutat del comtat de Neamţ, a Romania. La ciutat de Roman és a la part central de l'altiplà de Moldàvia, en la confluència dels rius Siret i Moldova.

## Història
Per la ciutat passen les següents carreteres: la carretera europea E85 (Klaipėda-Alexandrúpoli; els camins nacionals: DN15D (Piatra-Neamţ Vaslui), DN28 (Roman-Iaşi-Albiţa), carretera DJ208 (Roman-Paşcani) i DJ207A.

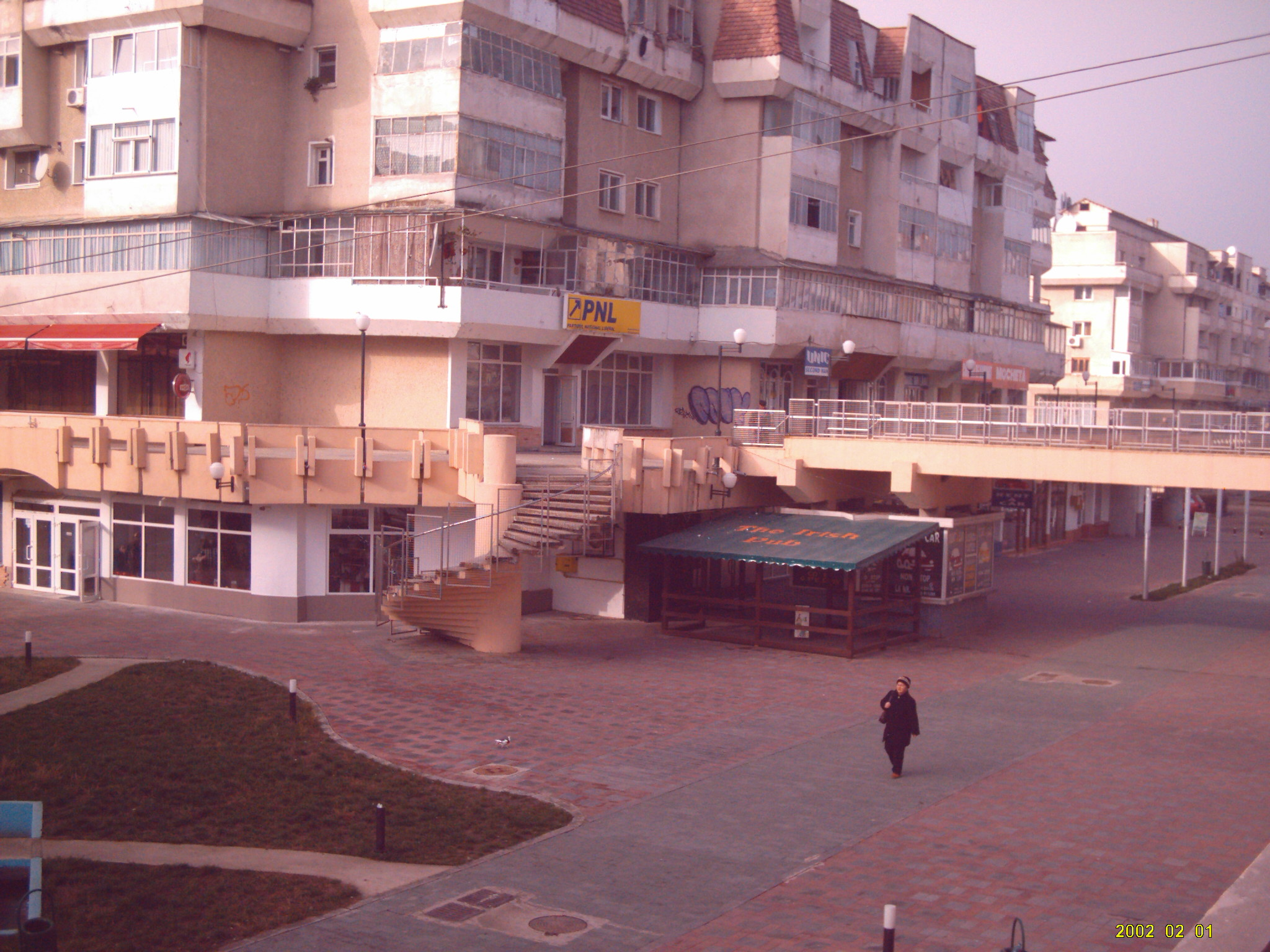
Carrer de vianants

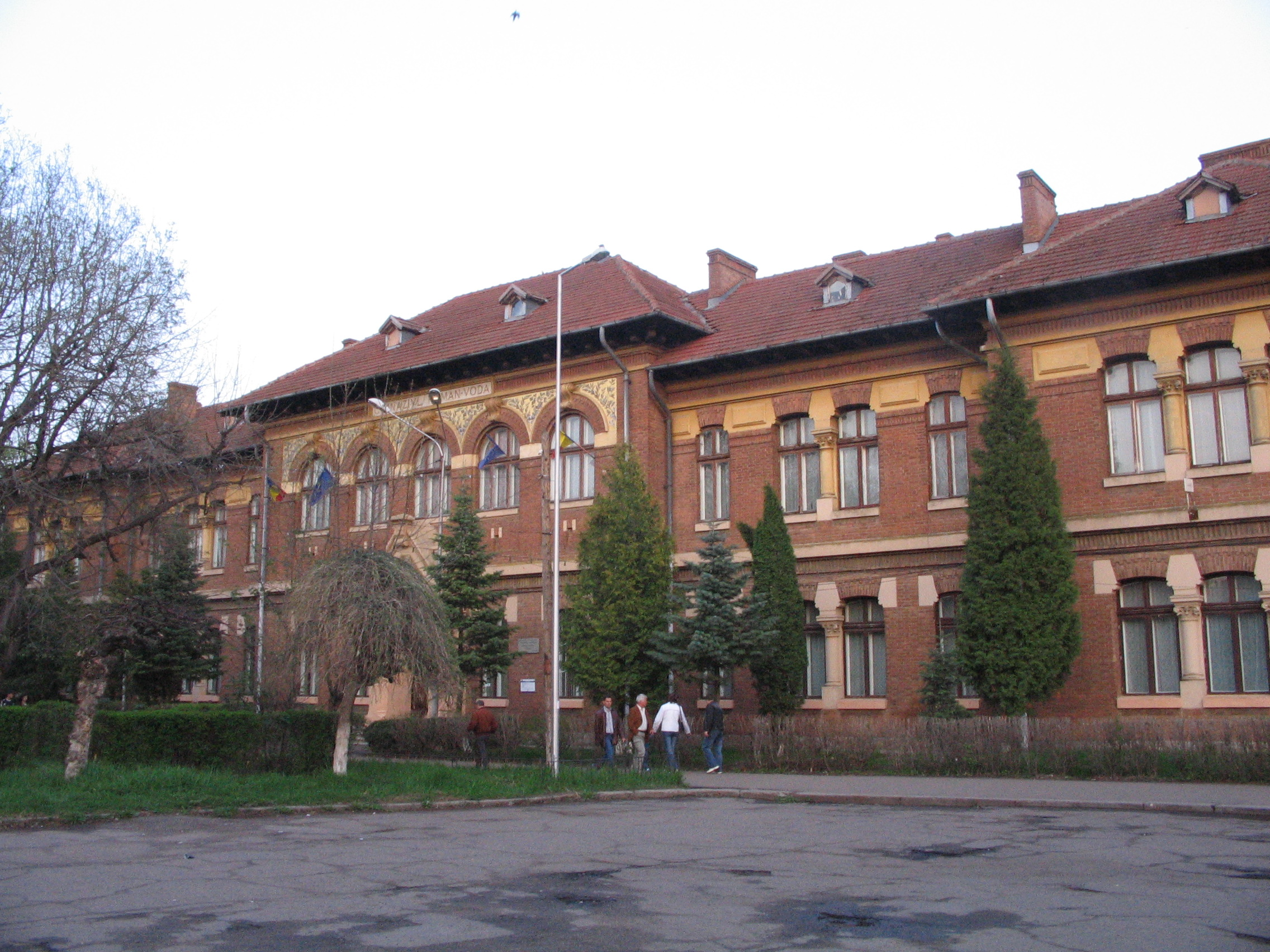
Col·legi Roman Vodă

| Bacău | Piatra Neamţ | Iaşi | Suceava | Galaţi | Braşov | Cluj Napoca | Craiova | Bucarest | Constanța | Timişoara | Baia Mare |
| ----- | ------------ | ---- | ------- | ------ | ------ | ----------- | ------- | -------- | --------- | --------- | --------- |
| 41km  | 47km         | 82km | 105km   | 227km  | 214km  | 354km       | 419km   | 331km    | 414km     | 562km     | 382km     |

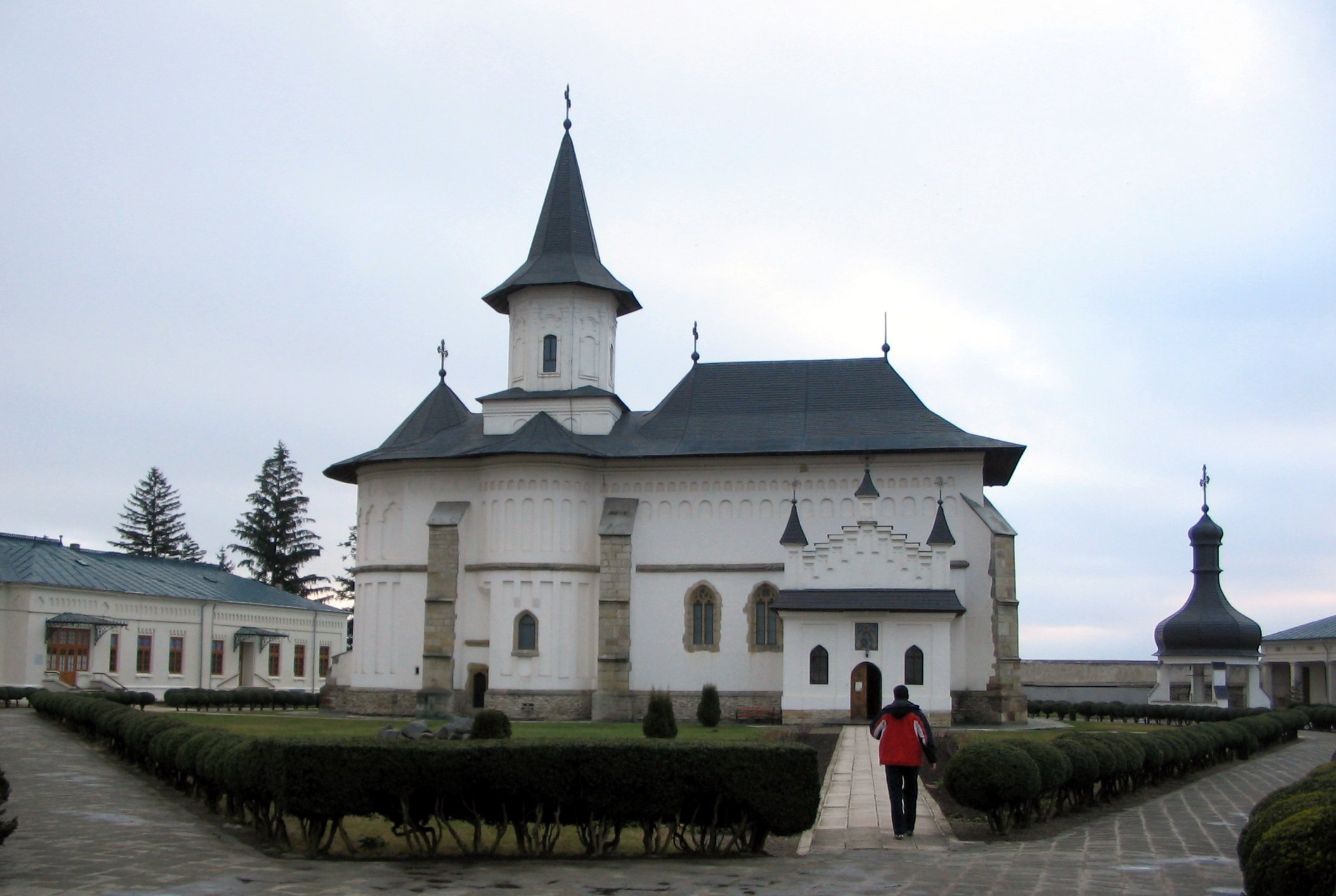
Església de l'arquebisbat de Roman i Bacău

La ciutat va ser esmentada per primera vegada a la crònica Letopiseţul Novgorodului, un document de l'any 1387. El nom de la ciutat prové del voivoda Roman I Muşat. En el 1467 la ciutat va ser destruïda per les tropes de Maties Corví, però poc després la ciutat va ser reconstruïda per Esteve III de Moldàvia. Fins a l'arribada del comunisme a Romania, la ciutat de Roman era la capital del comtat amb el mateix nom.

## Cultura i turisme

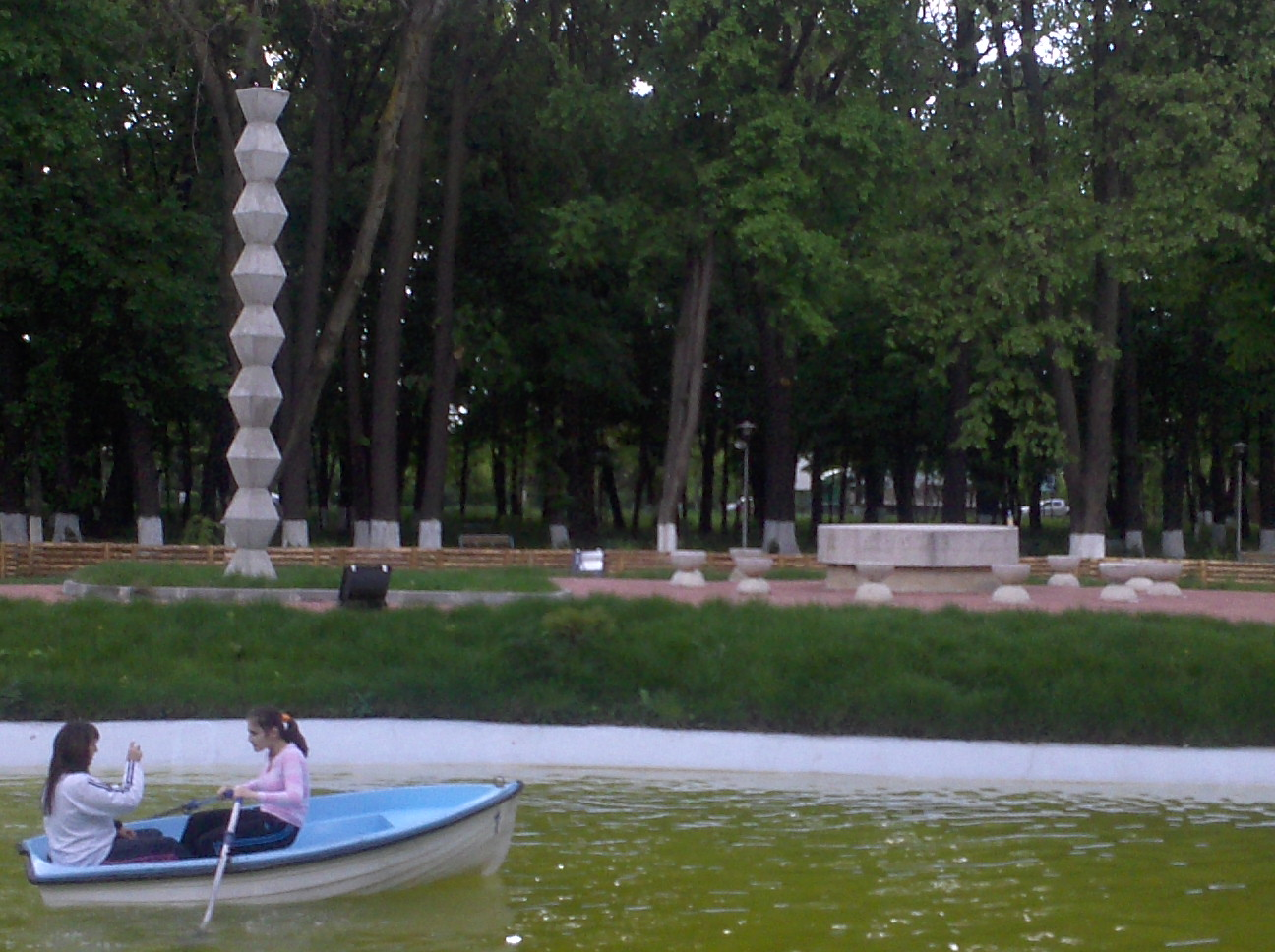
Illa Brâncuşi en el parc municipal

A la ciutat hi ha diversos museus: el museu d'història, el museu d'arts i el museu de ciències de la naturalesa. A la ciutat hi ha moltes esglésies que pertanyen a diverses cultures (ortodoxes, romanocatòliques, ortodoxes de ritu antic, armenis), algunes de gran antiguitat i valor històric com l'església de l'arquebisbat o l'església blanca. A més de les esglésies, la ciutat té altres edificis que pertanyen al patrimoni nacional com les cases de Sergiu Celibidache, o de Calistrat Hogaş, edificis del nucli antic, el conjunt de l'arquebisbat o monuments del cementeri. A pocs quilòmetres (4-5 km) de la ciutat es troben les ruïnes de Ciutadella de Roman en un poblat anomenat Gâdinţi. A la ciutat hi ha parcs per a passejar i amb llocs per a jugar els nens petits. En el parc municipal hi ha un llac amb tres illes temàtiques, una amb cascada, un observatori, un banc i taules per a jugar a escacs i la segona amb animals i ocells. A la segona illa està prohibida l'entrada als visitants. En la tercera illa hi ha dues còpies de les obres de Brâncuşi: la Columna sense fi i la Taula del silenci. Pel llac es pot navegar amb barquetes.

## Demografia
| 1859   | 1864   | 1902   | 1912   | 1930   | 1948   | 1956   | 1966   | 1977   | 1992   | 2002   | 2007   |
| ------ | ------ | ------ | ------ | ------ | ------ | ------ | ------ | ------ | ------ | ------ | ------ |
| 10.818 | 13.334 | 14.019 | 18.128 | 28.832 | 23.701 | 27.948 | 39.012 | 51.019 | 80.328 | 69.483 | 69.058 |

Segons el cens de 2002, la ciutat tenia 69.483 habitants. Les dates provisòries del cens de 2011 mostraven una caiguda demogràfica de la ciutat per les grans onades d'emigració cap a Espanya o Itàlia.
El 97,02% de la població de la ciutat són de l'ètnia romanesa i el 2,30% són gitanos. Les dues grans religions de la ciutat són l'ortodoxa (84,22%) i la catòlica (14,56%).

## Economia
Els sectors més desenvolupats de l'economia local són els serveis i la indústria. Fins a 1989 va ser un important centre industrial. A Roman hi ha fàbriques tèxtils, canonades d'acer, sucre, màquines industrials, ceràmica, roba, materials aïllants per a la construcció, indústria alimentària. De manera que la ciutat és un important centre comercial de la comarca.

## Esports
A Roman hi ha un equip d'handbol femení reconegut, el Handbal Club Municipal Roman, que està a la primera divisió d'handbol romanesa. La ciutat té també un equip de futbol, Petrotub Roman, que juga en la tercera divisió romanesa. A Roman hi ha una escola d'esports (Liceul cu Program Sportiv) que forma atletes que participen en concursos nacionals i internacionals d'atletisme i judo.

## Fotos

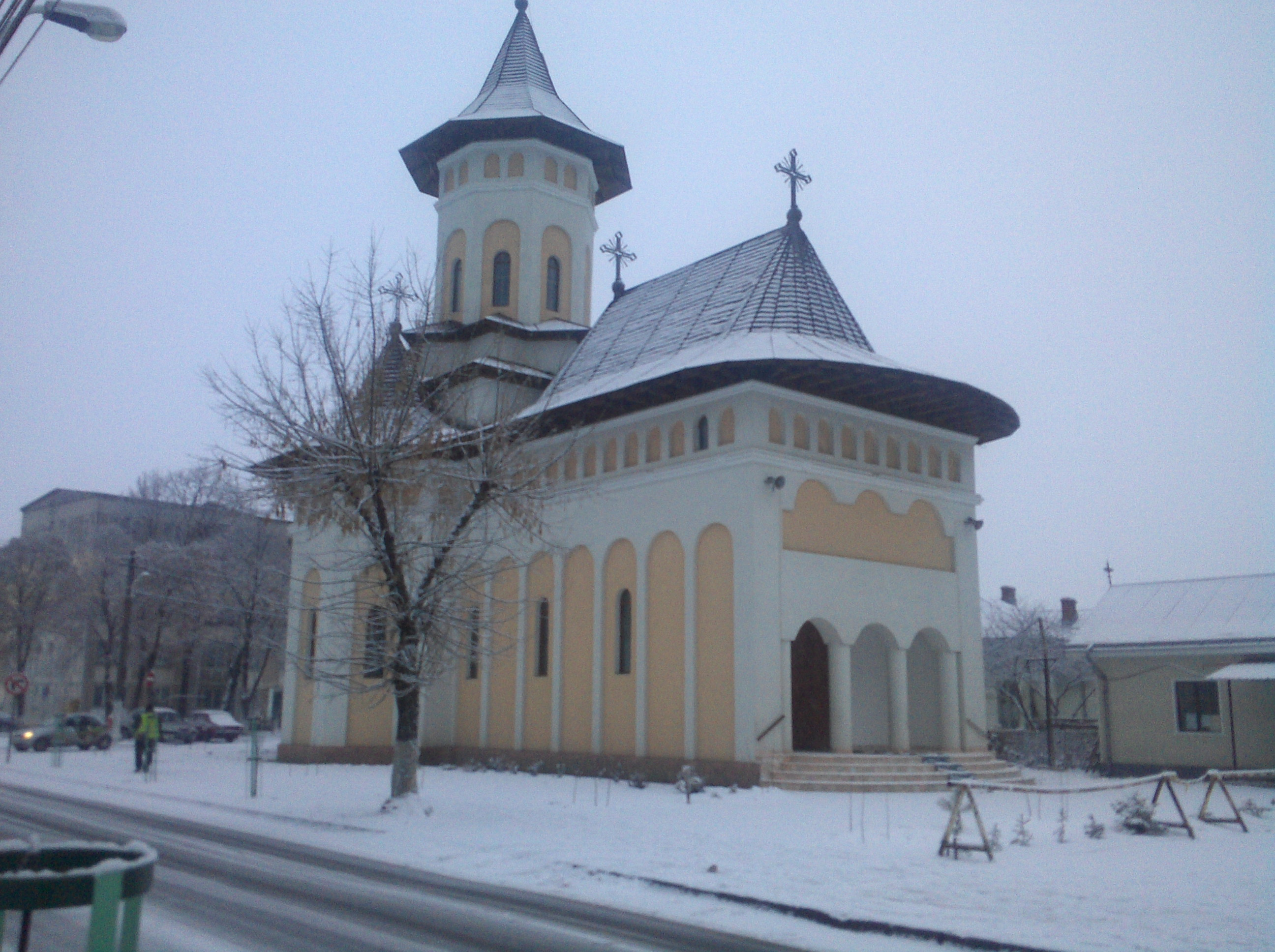
Església de Sant Esteve III de Moldàvia
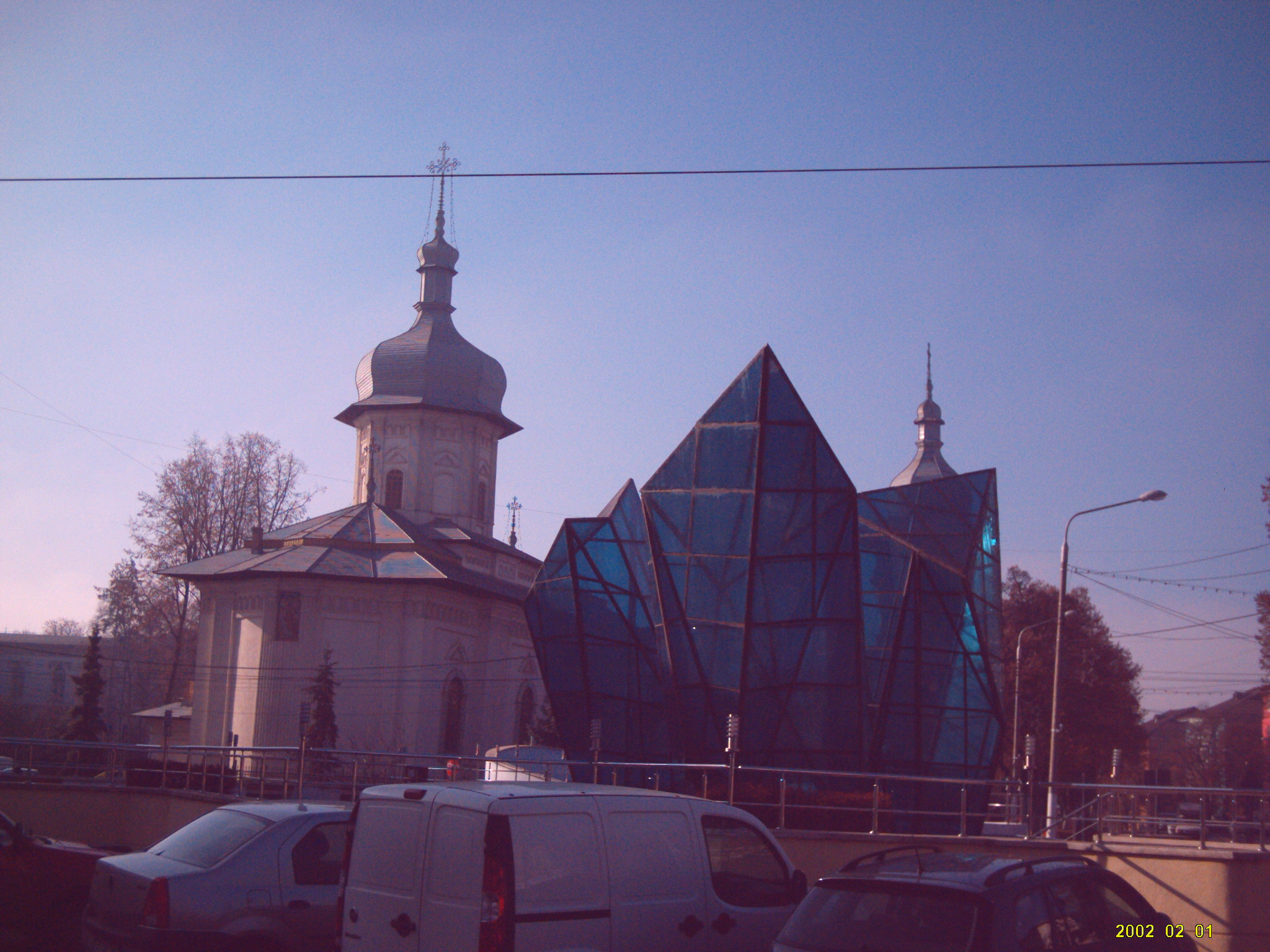
Església Precista Mare
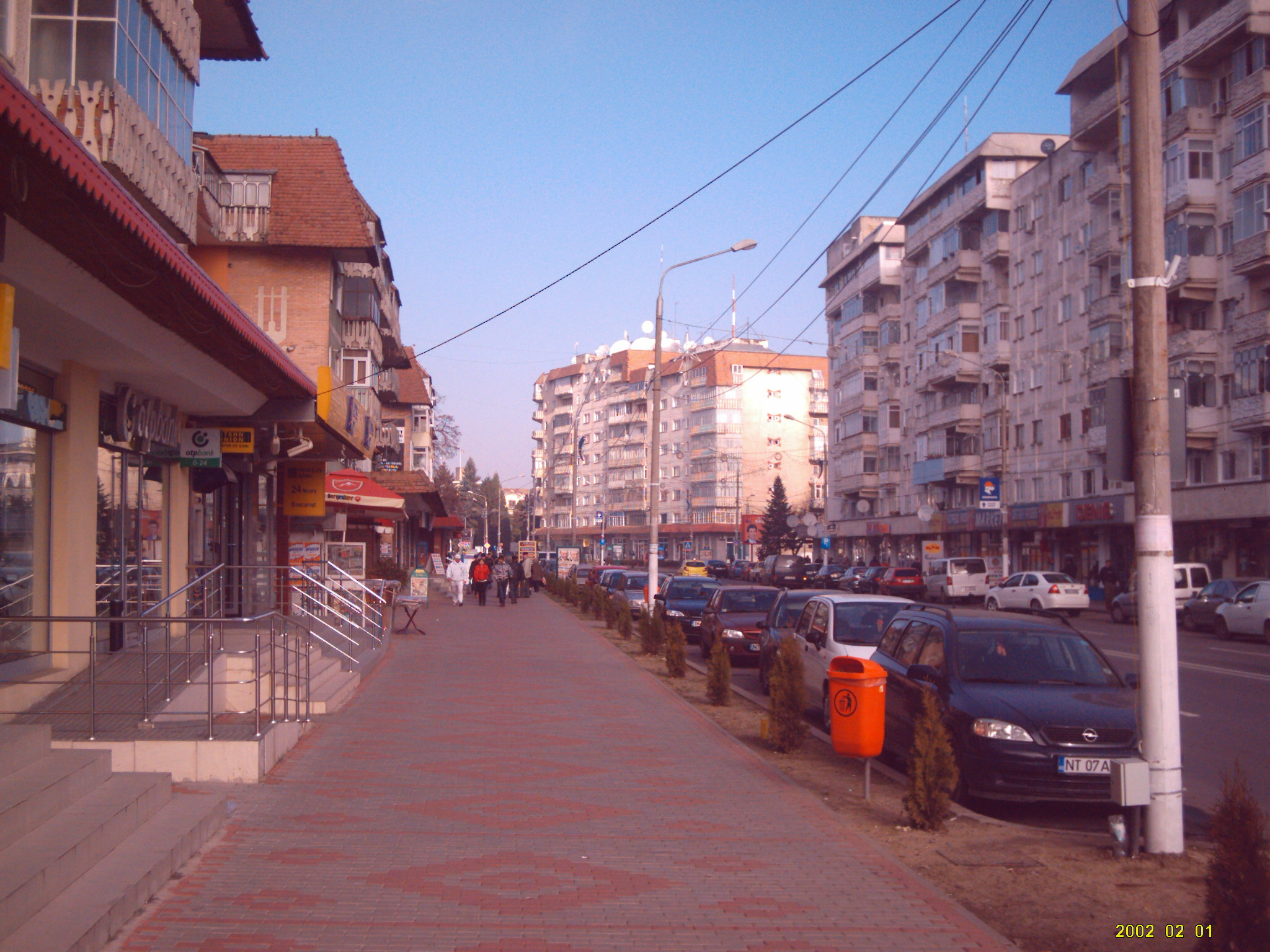
Avinguda Roman-Muşat
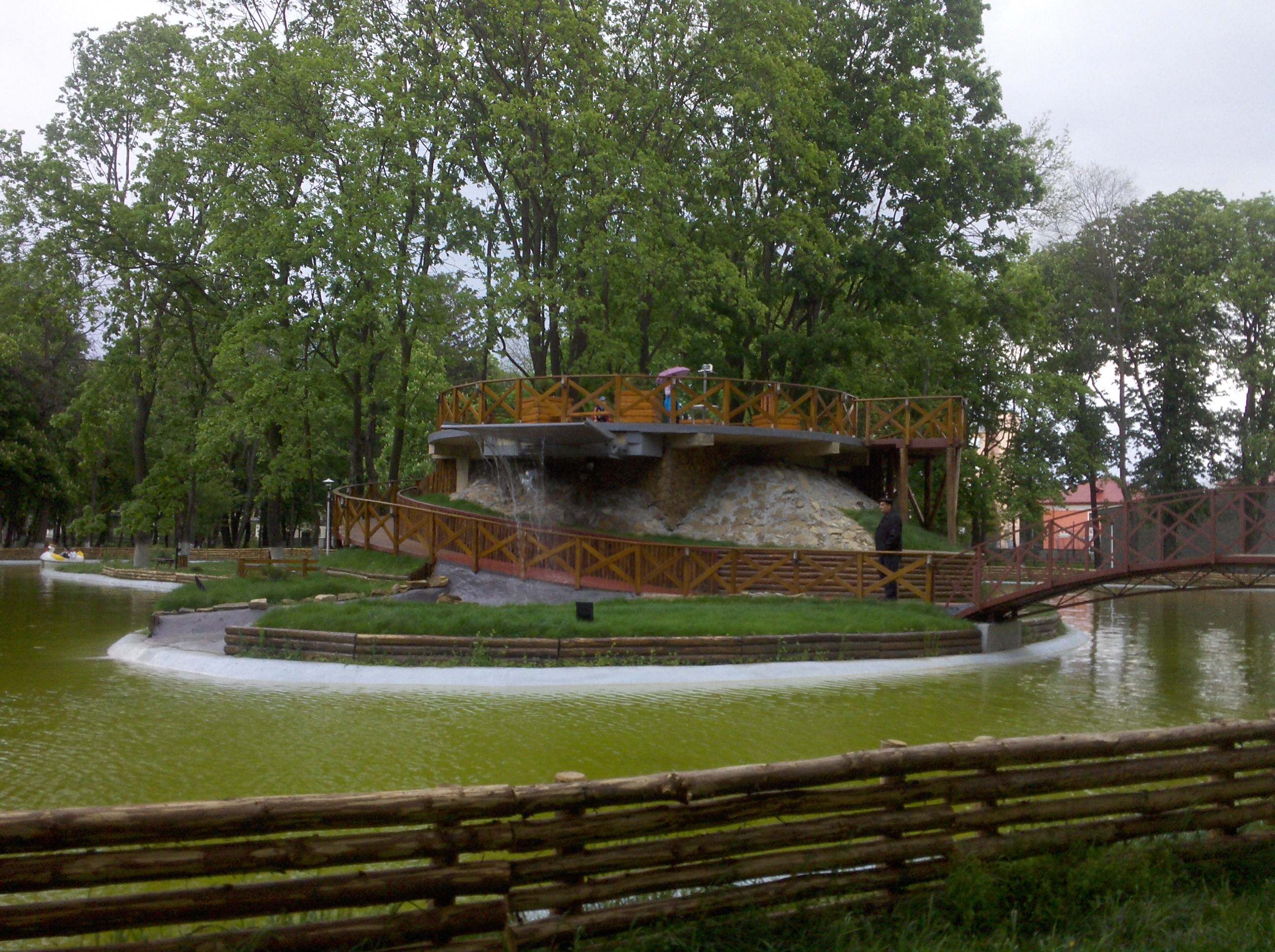
Illa amb cascada
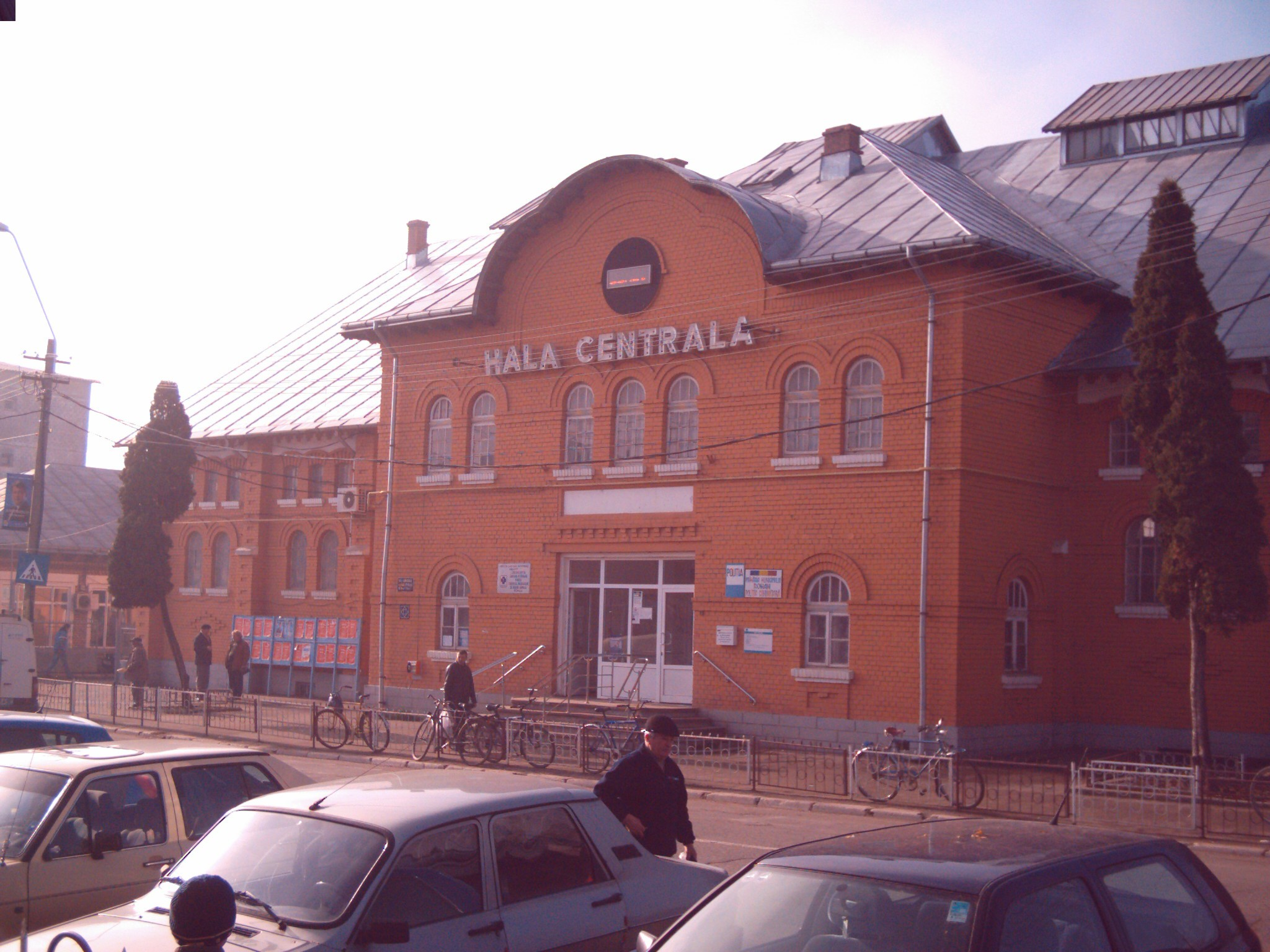
Mercat Central
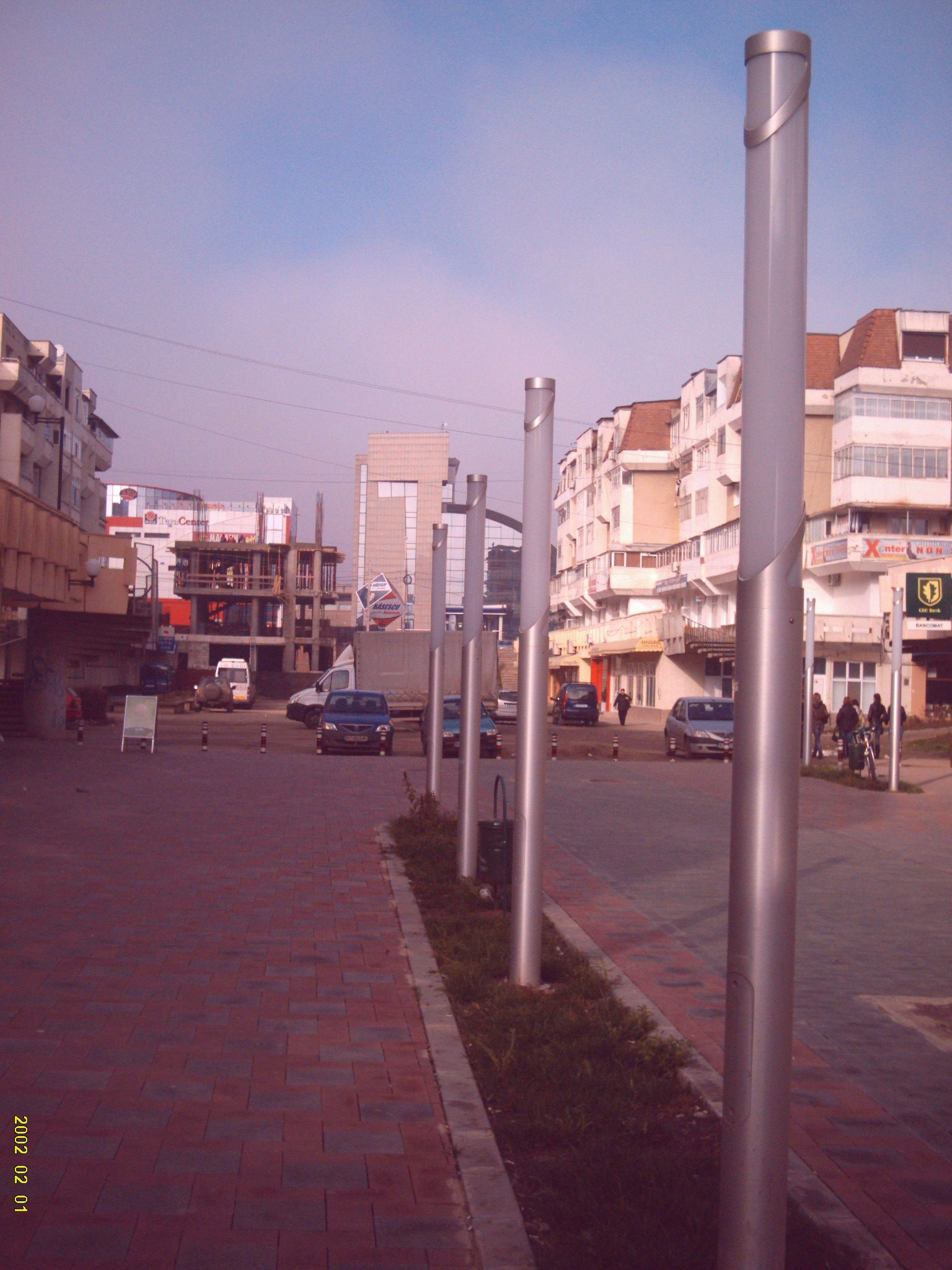
Carrer Ştefan cel Mare
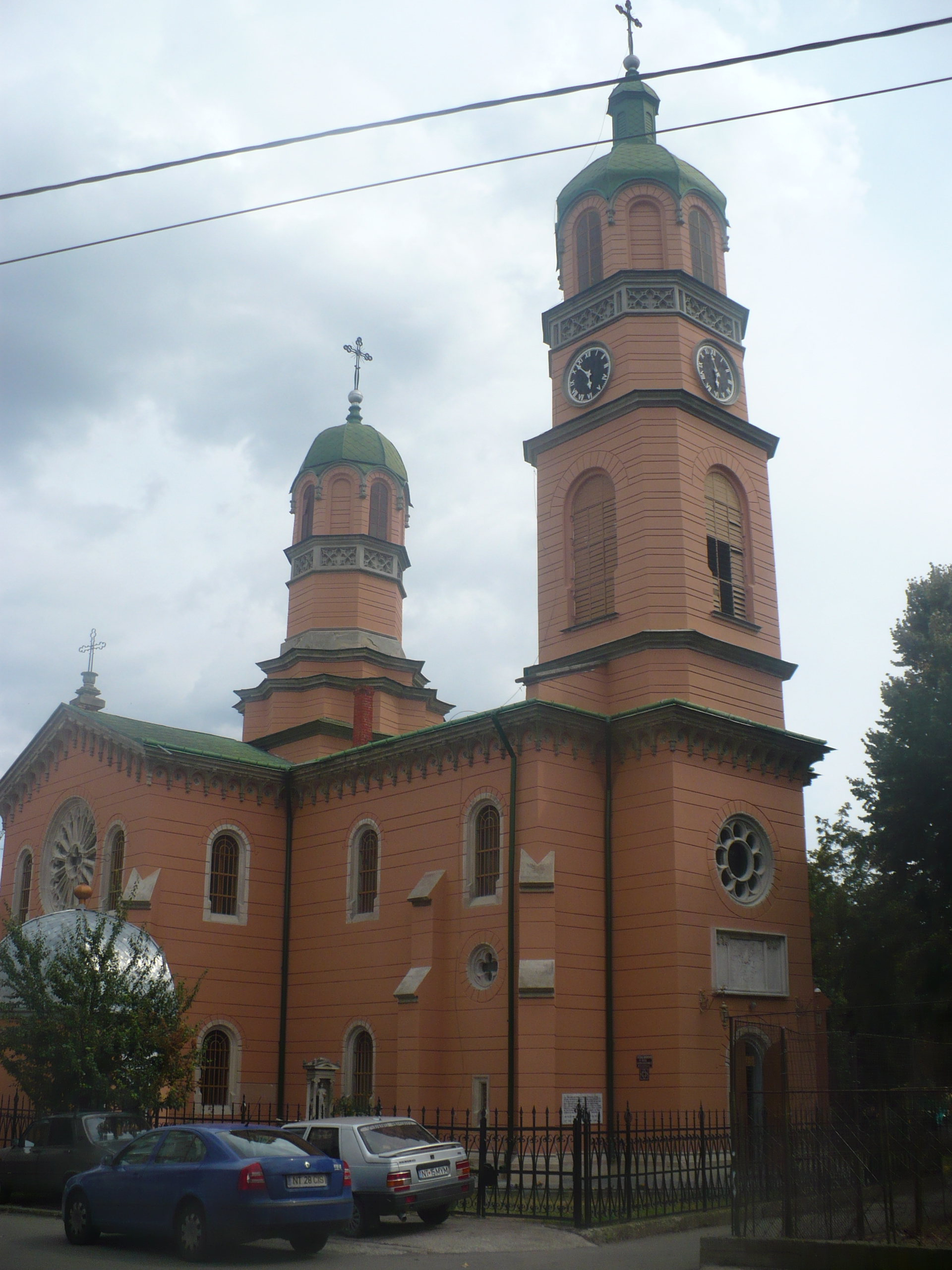
Església armènia